# Lathecla
Lathecla – rodzaj motyli z rodziny modraszkowatych. Opisany w 1887 roku przez Godmana i Salvina.

## Występowanie
Gatunki z rodzaju Lathecla występują na terenie krainy neotropikalnej. Tylko jeden gatunek (Lathecla latagus), mający duży zasięg terytorialny, został szerzej opisany, znanych jest 5 innych, jak dotąd dokładnie nie zbadanych.